# Eikei-Universität
Die Eikei-Universität (japanisch 叡啓大学 Eikei daigaku; engl. Eikei University of Hiroshima, kurz: EUH) ist eine öffentliche (präfekturale) Universität in Naka-ku, Hiroshima in der Präfektur Hiroshima (Japan).
Gegründet wurde die Universität 2021 von der Universitätskörperschaft der Präfekturverwaltung Hiroshima, die schon die Präfekturuniversität Hiroshima trägt. Sie gründete die neue Universität als „Universität des 22. Jahrhunderts“. Der Name 叡啓 Eikei repräsentiert das Bild der Personen, die die Universität ausbilden möchte: 叡 ei, „weise mit tiefer Intelligenz“, und 啓 kei, „eröffnen“, das heißt, neue Ära eröffnen.
Der Campus ist der ehemalige Hiroshima-Campus der Internationalen Universität Hiroshima (広島国際大学 Hiroshima kokusai daigaku; siehe Technische Hochschule Osaka), und besteht aus einem Gebäude.

## Fakultäten
- Fakultät für Social System Design
  - Abteilung für Social System Design